# Teopanzolco
Teopanzolco egy régészeti lelőhely Mexikóban, Cuernavaca városában.

## Története
Az egykori település neve a navatl nyelvből származik: a teopan jelentése „templom”, a zolli jelentése „régi”, „öreg”, a co pedig helynévképző, így a teljes név jelentése körülbelül: „az öreg templomban”.
Teopanzolco nagyjából 1150 és 1521 között, a középső és késői posztklasszikus korban élte virágkorát, ám a leletek tanúsága szerint az első település megsemmisült, romjait eltemetve pedig később újat építettek helyette. Első lakói valószínűleg (16. századi írott források szerint) a tlavikák voltak, majd az aztékok megérkezésével új palotákat, templomokat és lakóépületeket emeltek itt. Ezek közül is kiemelkedik egy kettős templom, amelyet Tlaloknak és Vitzilopocstlinak szenteltek. A spanyol hódítók megérkezése utána a település elpusztult, a modern Cuernavaca város növekedése pedig nagy területeket elfoglalt még Teopanzolco maradványaiból is, így a terület pontos egykori kiterjedése nem ismert.
Első régészeti feltárásait José Reygadas Vertiz és Manuel Gamio végezte 1921-ben. Ennek során eltávolították a piramison kinőtt növényzetet és a rárakódott földet és törmeléket (a dombot addig „el mogotének” nevezték az emberek). A 2017. szeptember 19-i földrengés során Teopanzolco épületeiben is károk keletkeztek, és ezek kijavítása során, 2018-ban a szakemberek érdekes felfedezést tettek: a központi piramis belsejében feltártak egy minden eddig ismertnél régebbi, valószínűleg az 1150 és 1200 közötti időkből származó Tlalok-templomot. Ennek vizsgálatából vannak, akik arra következtetnek, hogy a korábban feltételezettekkel ellentétben nem is az aztékok hatottak építészeti stílusukkal a régió építészetére, hanem pont fordítva: a tlavika stílus volt hatással rájuk, még a tenocstitlani nagytemplomra is. Ugyanekkor kerámiákat, egy füstölőt és nagy mennyiségű szenet is találtak: ez utóbbi lehet, hogy valamilyen szertartás kelléke volt, de az is lehet, hogy a régi települést elpusztító katasztrófa nyoma.

## Leírás
Teopanzolco maradványai Mexikó középső–déli részén helyezkednek el, Morelos állam fővárosának, Cuernavacának a lakott területeivel szorosan körbeépítve, a Vista Hermosa nevű városrészben, a Río Balsas utca mellett. Turisták számára belépődíj ellenében látogatható, a területen idegenvezetés és oktatási szolgáltatások is igénybe vehetők, valamint rendelkezésre állnak mosdók is.
A nagyjából négyzet alakú romterület középpontjában áll a legnagyobb piramis, amely az újonnan felfedezett Tlalok-templom romjaira épült. A korábbi templom 6 méter hosszú, 4 méter széles lehetett, lépcsője a nyugati oldalon húzódott. Később a piramis tetejére két új templom épült: az északi felére egy Tlalok-, a délire egy Vitzilopocstli-templom. A piramison kívül még több kisebb, szögletes és kerek épületalapzat is megmaradt a területen.

## Képek

1932-es kép (Sigvald Linné kutatásai során készült)
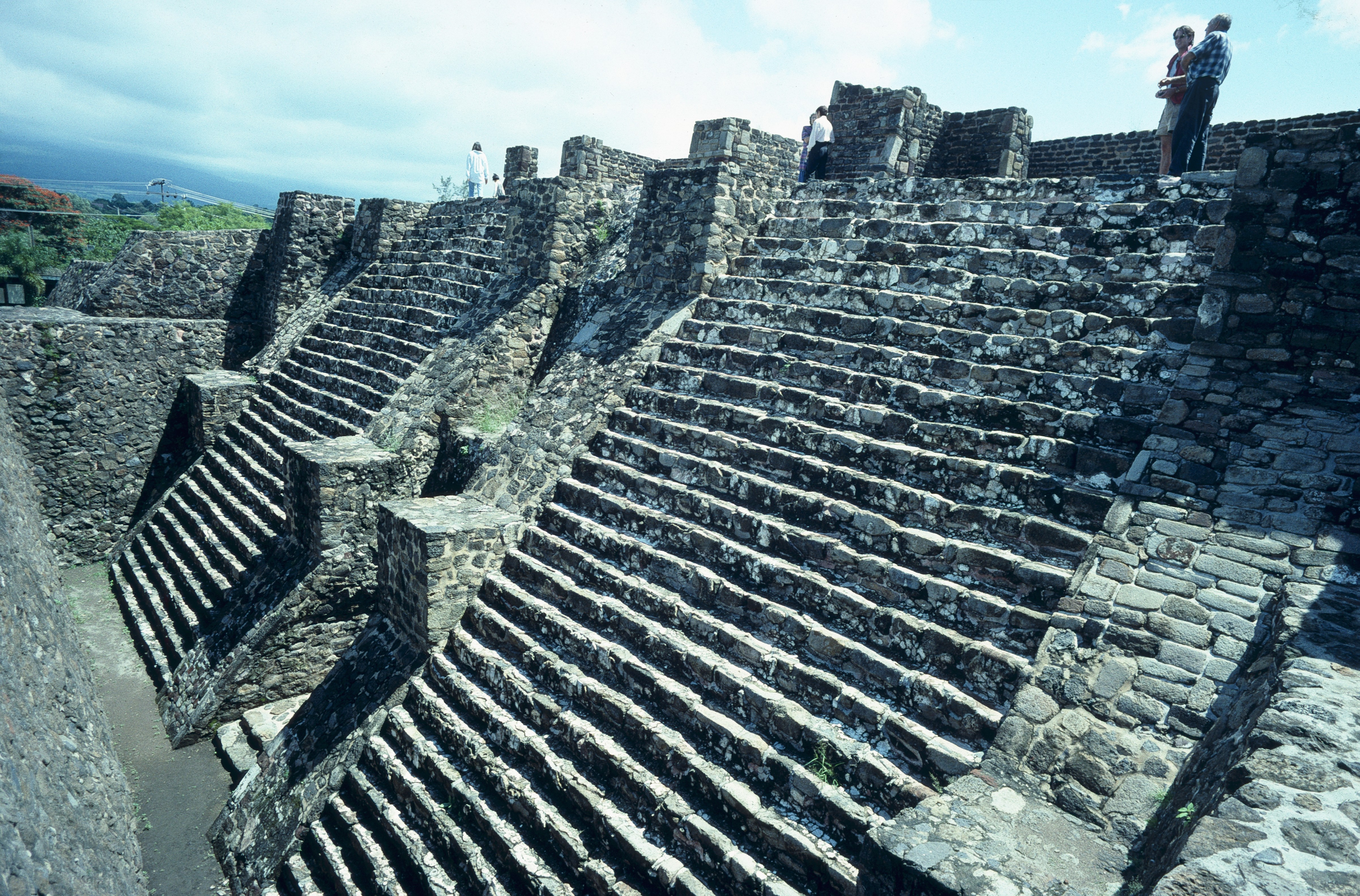
A központi piramis
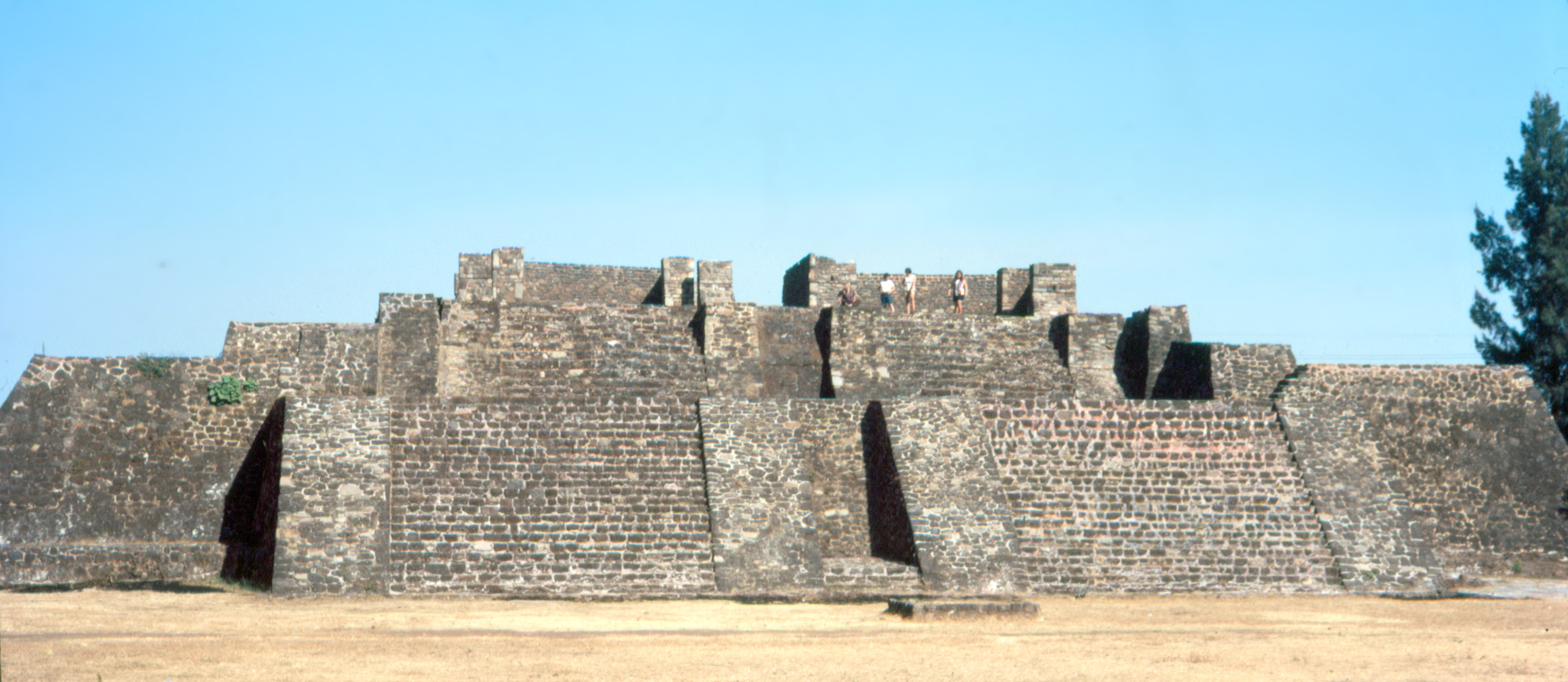
Az ikertemplom
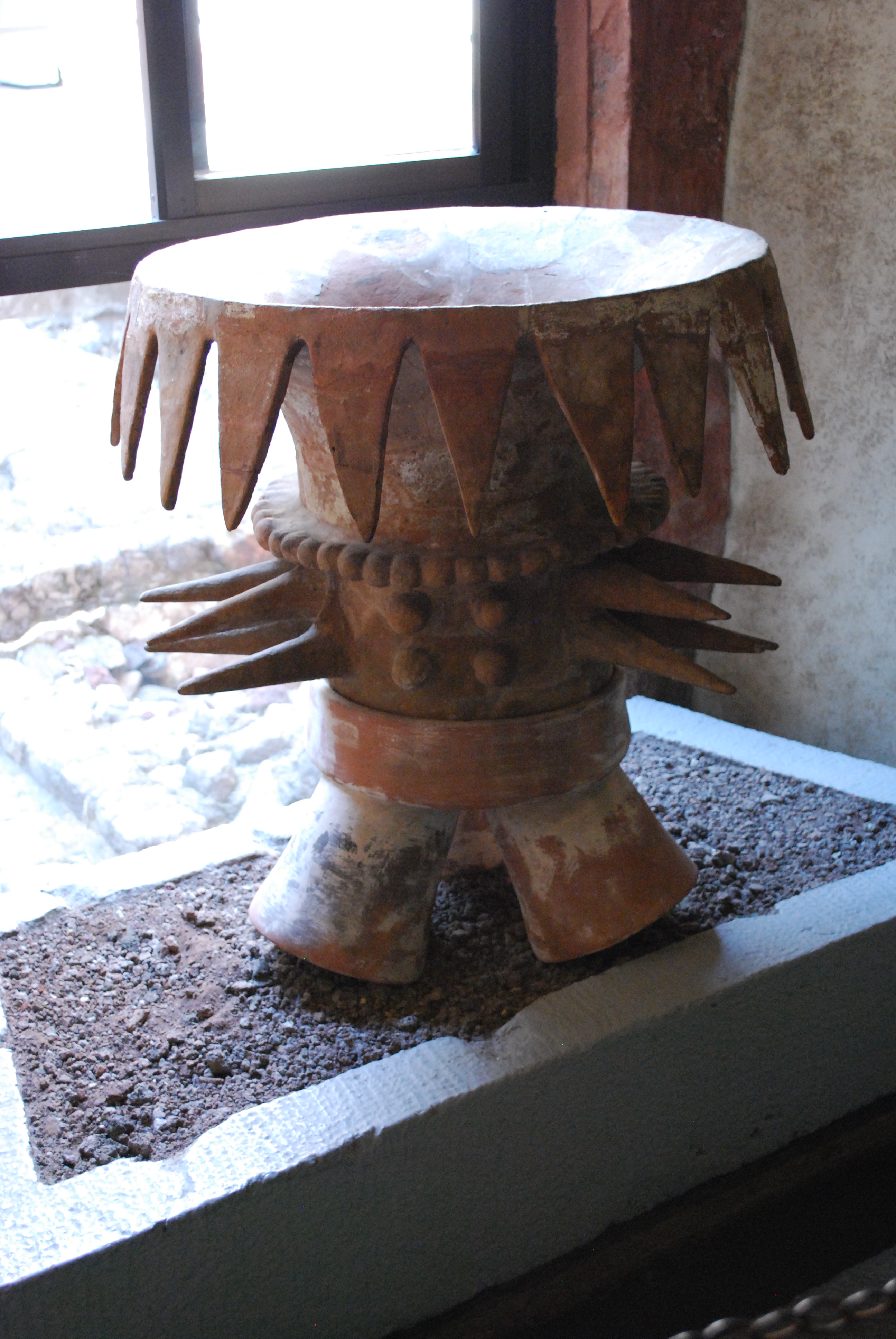
Teopanzolcóból származó lelet (parázstartó) a Palacio de Cortés kiállításán